# Taman Indah
Taman Indah is een gebouw in het Azië-gedeelte van Diergaarde Blijdorp te Rotterdam. Het gebouw met de daarbij behorende buitenverblijven werd na twee jaar bouwen officieel geopend in 1994. Taman Indah is gebouwd op de plaats waar vroeger het verblijf voor de bizons en wapiti's en een oude apenrots lagen.
Taman Indah (Maleis voor 'prachtig park') is een nabootsing van de boeddhistische tempelruïne Angkor Wat in Cambodja. Binnen in deze ruïne wordt een Aziatisch tropisch regenwoud geïmiteerd. Het is er vochtig warm en staat vol met verscheidene bloemen en planten, waaronder een collectie orchideeën, de Ficus benjamina en bekerplanten, kronkelende lianen en oude bomen (de laatste twee voornamelijk nagemaakt). Ook is er een replica van de Rafflesia, de grootste bloem ter wereld, en een ontdekboom, met daarop onder andere een nagemaakte mierenplant en het hol van een neushoornvogel. Het wandelpad is een nagemaakte drooggevallen rivierbedding. Tussen dit alles zijn verschillende diersoorten te vinden.

## De dieren

### De Aziatische olifanten
De hoofdbewoners in Taman Indah zijn de Aziatische olifanten (Elephas maximus). Deze beschikken over wat op het moment van bouw één van de modernste olifantenverblijven van Europa was en leven hier dag en nacht in kuddeverband. Het verblijf is voorzien van hydraulische palen, waardoor het verblijf in verschillende delen kan worden opgesplitst en de olifanten zo bij omstandigheden apart gezet kunnen worden.
Verder is het verblijf nog voorzien van o.a. een waterpoel, twee aparte bullenstallen, vloerverwarming en de eerste olifantenkantelaar van Europa. Deze is gebouwd door het Nederlandse bedrijf Nelcon in Rotterdam. De olifantenkantelaar bestaat uit een hydraulisch beweegbare constructie, waarin een olifant kan worden vastgezet en zo nodig op zijn of haar kant kan worden gedraaid, zonder dat de olifant onder volledige narcose hoeft worden gebracht. Tussen het publiek en de olifanten is een luchtmuur aangelegd, waardoor de sterke geur van een olifantenbul in musth niet bij de bezoekers kan komen.
In een aparte educatiehoek wordt informatie gegeven over het sociale gedrag van olifanten, als de opbouw van een groep, contact tussen dieren en de voortplanting.
Het buitenverblijf bestaat uit drie delen. Het grootste is voor de groep koeien (de vrouwtjes) met eventuele jongen. De andere twee zijn veel kleiner en zijn beide bedoeld om een stier te houden, maar worden gewoonlijk als 1 verblijf gebruikt omdat het park maar 1 volwassen stier heeft.
Om het buitenverblijf heen zijn avonturenwandelpaden voor kinderen aangelegd. Rond deze paden staan verscheidene informatieborden, en tevens is er een olifantenschedel te vinden.

### De Indische neushoorns
De Indische neushoorns (Rhinoceros unicornis) beschikken over twee binnenverblijven, waarvan er slechts een voor het publiek zichtbaar is. Het huidige verblijf bevat een waterpoeltje waar de neushoorns veelvuldig gebruik van maken.
Het buitenverblijf bestaat uit twee delen. In 2003 is het verblijf aangepast, waardoor de neushoorns nu ook hier kunnen zwemmen en zo ook dichter bij de bezoekers kunnen komen dan voordien.

### De overige bewoners
De andere verblijven in Taman Indah zijn voor:
- Maleise tapir (Tapirus indicus), zowel binnen- als buitenverblijf
- Het verblijf voor de withandgibbon (Hylobates lar), dat na het overlijden van het koppel gibbons in 2016 wordt gebruikt om een koppel jaarvogels (Aceros undulatus) in te houden.
- Een verblijf rond een kunststofboom, waarin oorspronkelijk prevosts klapperrat (Callosciurus prevostii) en geelkoplandschildpad(Indotestudo elongata) leefden, maar dat nu voor enkele vogelsoorten wordt gebruikt.
- Het verblijf voor de donkere tijgerpython (Python bivittatus)
- Een aquarium met onder andere Clownbotia, Reuzengoerami en haaivinbarbelen.

### Vroegere bewoners
Bij de opening bevatte Taman Indah verscheidene andere diersoorten, die in de loop der jaren zijn verdwenen. Dit zijn de rode slangenkopvis (Channa micropeltis), de eerste bewoners van het aquarium, de Ambonese doosschildpad (Cuora amboinensis), de mutslangoer (Trachypithecus cristatus), in het huidige gibbonverblijf, de kleine kantjil (Tragulus javanicus), die samen met de eekhoorns werden gehouden en de roelroel die bij de klapperratten zat.

## De constructie
Het doel van Diergaarde Blijdorp was om een gebouw te maken waarin een constant warm, vochtig klimaat kan worden geschapen, zodat de verscheidene tropische planten- en diersoorten optimaal gehouden kunnen worden. Hiervoor zijn verscheidene sprinklers, ventilatiekokers en waterleidingen verwerkt in het gaasdoek en in de kunststof-takken en -bomen. Door sommige kunstbomen lopen leidingen die het water naar boven vervoeren.
Tevens heeft Blijdorp getracht om de afscheiding tussen mensen en dieren zo natuurlijk te laten lijken. De mensen zijn van de olifanten, neushoorns en tapirs gescheiden door een natuurlijk ogende rotspartij of rivieroever, net als de wanden gemaakt van spuitbeton.